# Blue Jeans (film, 1917)

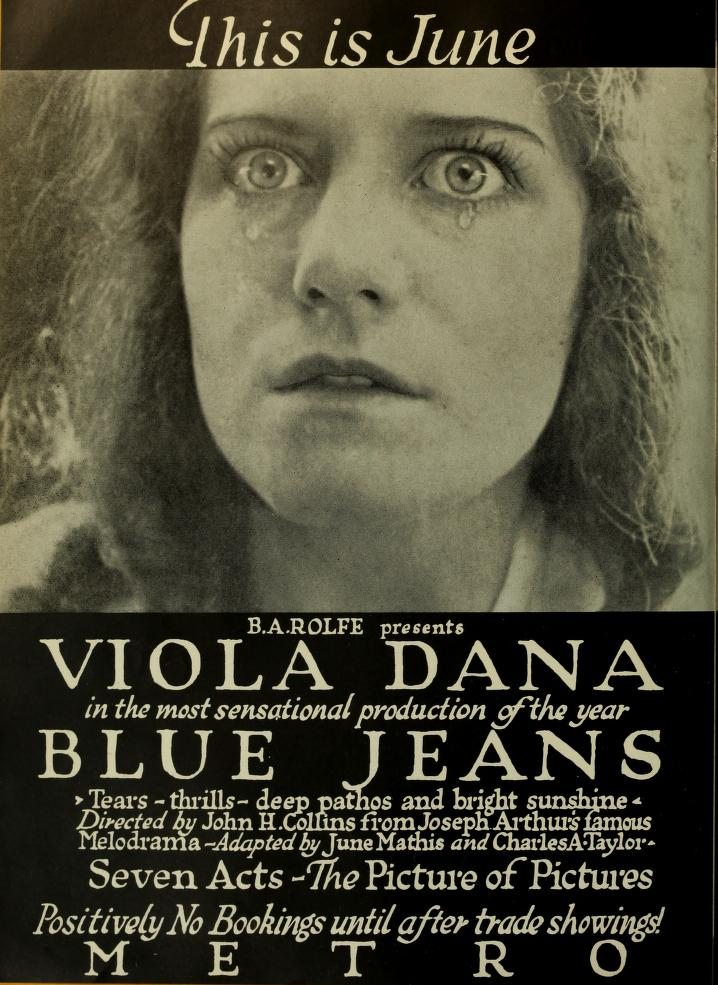
Affiche du film avec Viola Dana.

Pour les articles homonymes, voir Blue Jeans (film) et Blue Jeans (homonymie).
Blue Jeans est un film américain réalisé par John H. Collins, sorti en 1917.

## Fiche technique
- Réalisation : John H. Collins
- Scénario : June Mathis, Charles A. Taylor d'après la pièce Blue Jeans de Joseph Arthur
- Photographie : John Arnold, William H. Tuers
- Distributeur : Metro Pictures
- Durée : 7 bobines
- Date de sortie : 10 décembre 1917

## Distribution
- Viola Dana : June
- Robert D. Walker : Perry Bascom
- Sally Crute : Dora Eudaly
- Clifford Bruce : Ben Boone

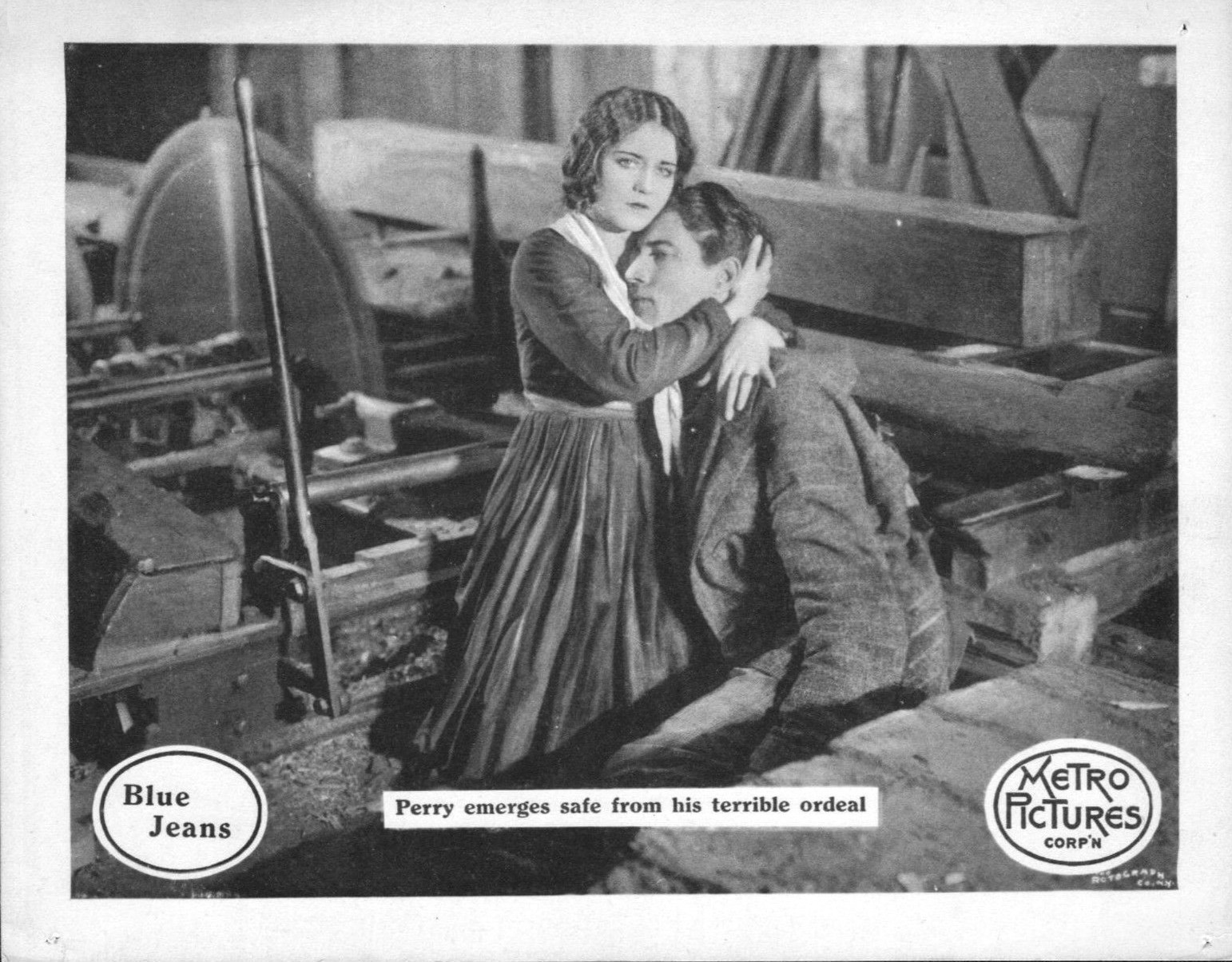
Carte promotionnelle du film.

- Henry Hallam : Colonel Henry Clay Risener
- Russell Simpson : Jacob Tutwiler
- Margaret McWade : Cindy Tutwiler
- Augustus Phillips : Jack Bascom

## Production
Comme de nombreux films de cette époque, il a été l'objet de coupures par la censure